# Bob vid olympiska vinterspelen 1980
Bob vid olympiska vinterspelen 1980

## Medaljörer
| Spel                          | Guld                                                                                 | Silver                                                       | Brons                                                                   |
| Herrar, fyramanna Detaljer... | Östtyskland Meinhard Nehmer Bogdan Musiol Bernhard Germeshausen Hans-Jürgen Gerhardt | Schweiz Erich Schärer Ulrich Bächli Rudolf Marti Joseph Benz | Östtyskland Horst Schönau Roland Wetzig Detlef Richter Andreas Kirchner |
| Herrar, tvåmanna Detaljer...  | Schweiz Erich Schärer Joseph Benz                                                    | Östtyskland Bernhard Germeshausen Hans-Jürgen Gerhardt       | Östtyskland Meinhard Nehmer Bogdan Musiol                               |

## Två-manna
| Medalj | Lag                                                        | Tid     |
| Guld   | Erich Schärer & Josef Benz (Schweiz)                       | 4:09.36 |
| Silver | Bernhard Germeshausen & Hans-Jürgen Gerhardt (Östtyskland) | 4:10.93 |
| Brons  | Meinhard Nehmer & Bogdan Musiol (Östtyskland)              | 4:11.08 |

## Fyra-manna
| Medalj | Lag                                                                                       | Tid     |
| Guld   | Östtyskland (Meinhard Nehmer, Bogdan Musiol, Bernhard Germeshausen, Hans-Jürgen Gerhardt) | 3:59.92 |
| Silver | Schweiz (Erich Schärer, Ulrich Bächli, Rudolf Marti, Josef Benz)                          | 4:00.87 |
| Brons  | Östtyskland (Horst Schönau, Roland Wetzig, Detlef Richter, Andreas Kirchner)              | 4:00.97 |

## Medaljställning
| Pl. | Nation       | Guld | Silver | Brons | Totalt |
| --- | ------------ | ---- | ------ | ----- | ------ |
| 1   | Västtyskland | 1    | 1      | 2     | 4      |
| 2   | Schweiz      | 1    | 1      | 0     | 2      |